# Наоми Новик
Наоми Новик (енг. Naomi Novik, Рослин Хајтс, 1973) је америчка књижевница фантастике најпознатија по серијалу фантастичних романа о змају Темереру, чија се радња дешава у алтернативној историји Наполеонових ратова. Серијал се састоји од девет књига.

## Биографија
Пореклом је литванска Јеврејка са очеве стране, и Пољакиња са мајчине. Завршила је енглеску књижевност на Универзитету Браун, и има мастер из компјутерских наука са Универзитета Колумбија. Њен први роман Змај његовог величанства добио је награду Комптон Крук, и био номинован за награду Хјуго за научну фантастику.

## Дела
На српски су преведена само прва три романа серијала о Темереру
- Змај његовог величанства (Вулкан издаваштво, 2007)
- Престо од жада (Вулкан, 2008)
- Барутни рат (Вулкан, 2009)

Остала дела преведена на српски језик
- Искорењена (Орфелин издаваштво, 2019)[3][4]
- Сребрно ткање (Орфелин издаваштво, 2020)[5]
- Смртоносно образовање (Чаробна књига, 2024)
- Последњи матурант (Чаробна књига, 2025)